# Serbiens Billie Jean King Cup-lag

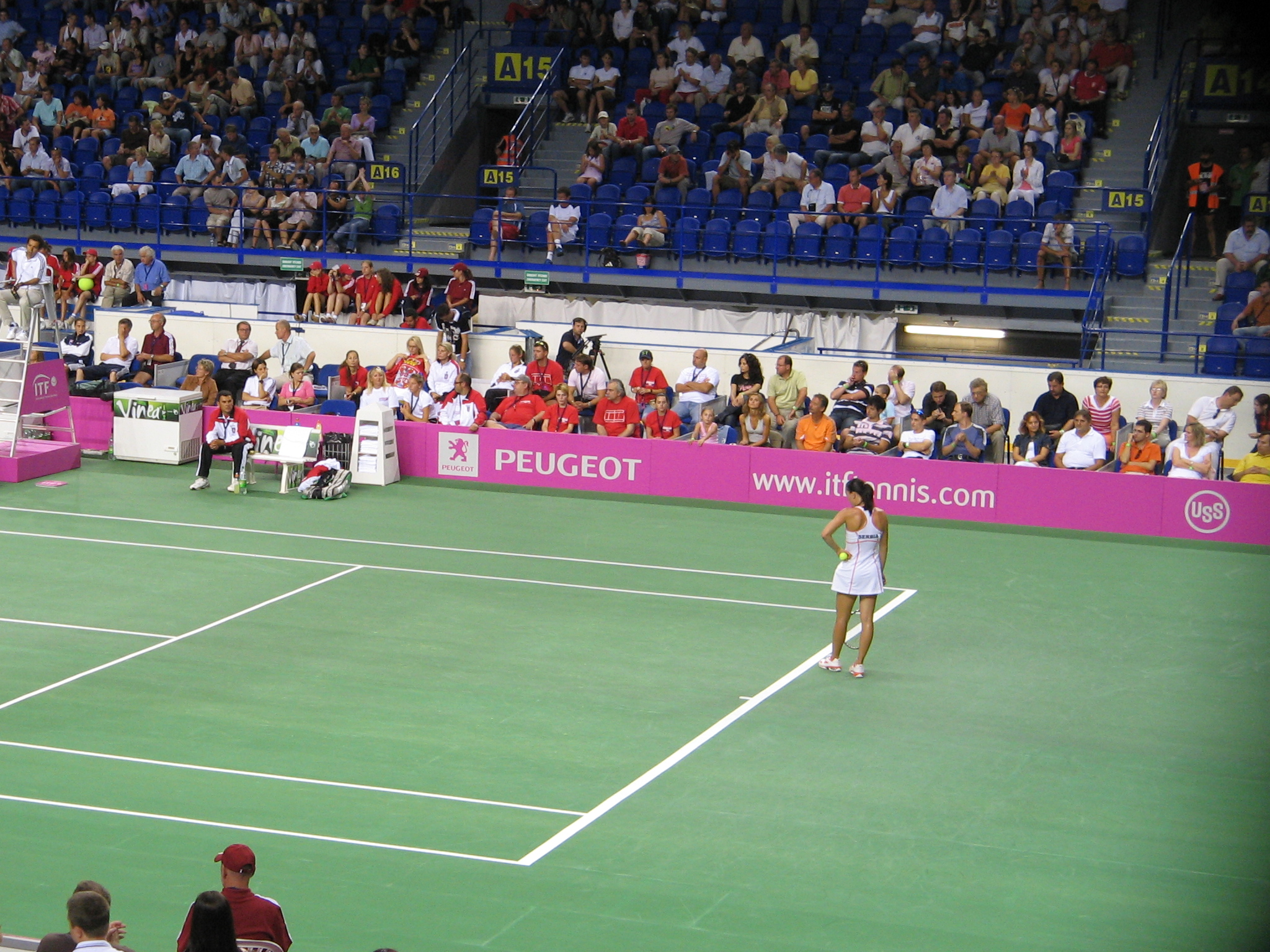
Jelena Janković spelar för Serbien mot Slovakien; personer i röda kläder är Serbiens lag (Košice, 14 juli 2007.)

Serbiens Billie Jean King Cup-lag representerar Serbien i tennisturneringen Billie Jean King Cup, och kontrolleras av Serbiens tennisförbund.

## Historik
Serbien deltog första gången 2007. Laget spelade i elitdivisionen 2010, men åkte ur efter förlust mot Ryssland.